# Васкес, Марио Адриан
Ма́рио Ва́скес (исп. Mario Adrián Vázquez); род. 15 июня 1977) — американский певец пуэрто-риканского происхождения, исполнитель в жанре Соул/R&B/Поп. Участвовал в 4-м сезоне конкурса «American Idol».

## Биография
Родился и жил в Бронксе. Воспитывался без отца. Выпускник Fiorello H. LaGuardia High School.
Как участник CityKids Repertory Company много путешествовал по стране, выступая на различных фестивалях и благотворительных акциях. В 2005 году отец, увидев участие своего сына в American Idol, решил воссоединиться с ним. Попав в финальный раунд этого шоу Марио неожиданно ушёл по «семейным обстоятельствам». Позже он признался, что мечтал хотел полностью контролировать своё творчество ещё с 13 лет, но ему показалось, что American Idol не позволит ему этого, кроме того, он не хотел быть одним из этих 12 финалистов и чувствовал, что, получив известность как полуфиналист шоу, он сможет реализовать себя самостоятельно.
В августе 2005 года Васкес подписал контракт с лейблом Arista Records.

## Дискография
| Год  | Альбом                                | Позиции в чартах | Позиции в чартах | Продажи альбома |
| Год  | Альбом                                | US               | FR               | Продажи альбома |
| ---- | ------------------------------------- | ---------------- | ---------------- | --------------- |
| 2006 | Mario Vazquez - Лейбл: Arista Records | 80               | 104              | - US: 56 000    |

### Синглы
- 2006: «Gallery» #35 Hot 100, #15 Pop 100, #31 Hot Digital Songs, #90 European Hot 100 Singles
- 2007: «One Shot»

## Выступления наAmerican Idol
| Week # | Название песни                    | Оригинальный исполнитель | Результат              |
| ------ | --------------------------------- | ------------------------ | ---------------------- |
| Top 24 | «Do I Do»                         | Стиви Уандер             | Прошла в следующий тур |
| Top 20 | «I Love Music»                    | The O'Jays               | Прошла в следующий тур |
| Top 16 | «How Can You Mend a Broken Heart» | The Bee Gees             | Выбыла1                |

↑ Пройдя в Top 12, Васкес отказался от дальнейшего участия по личным причинам. Его заменил Никко Смит.